# Fábrica de loza La Segoviana

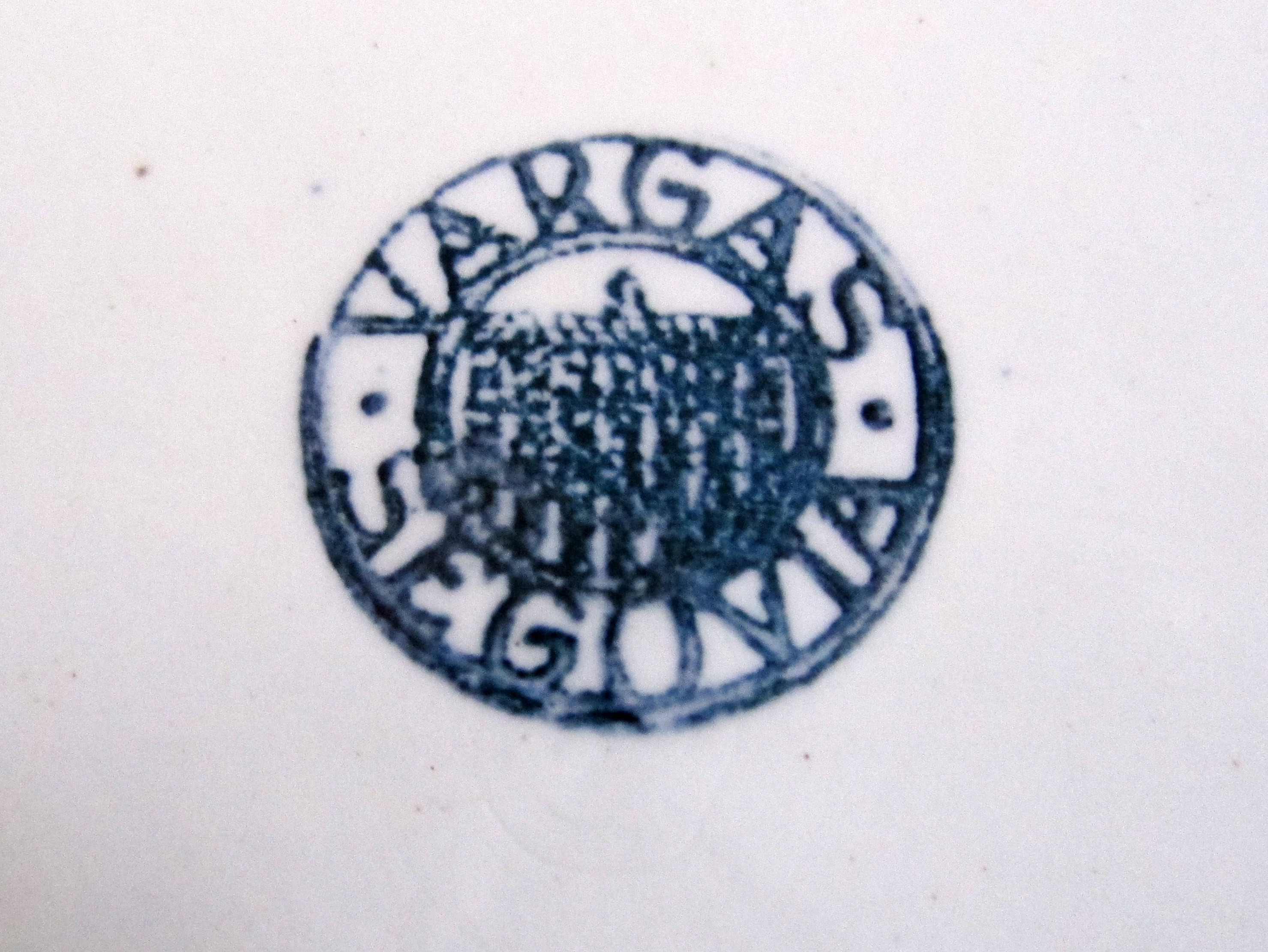
Marca de la fábrica Vargas.

La Fábrica de loza La Segoviana, o fábrica de Los Vargas, se encontraba ubicada cerca del río Eresma en el barrio de San Lorenzo de la ciudad de Segovia. La primera industria dedicada a loza en ese lugar fue fundada por el segoviano Melitón Martín y Arranz en el año 1861, quien levantó el edificio sobre las antiguas ruinas de una fábrica textil que había sido destrozada por un incendio en el primer cuarto del siglo XIX. Después de pasar a la familia Vargas durante tres generaciones la manufactura de cerámica cesó su producción en 1992.

## Historia

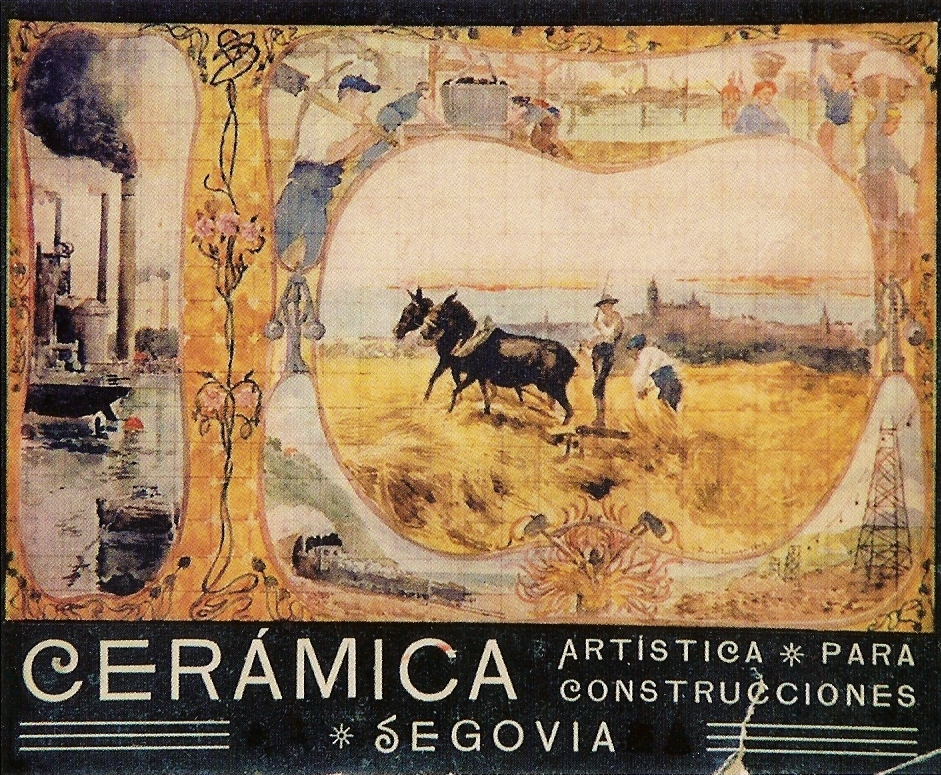
Portada de un catálogo promocional de la fábrica, pintado por Daniel Zuloaga en 1904.

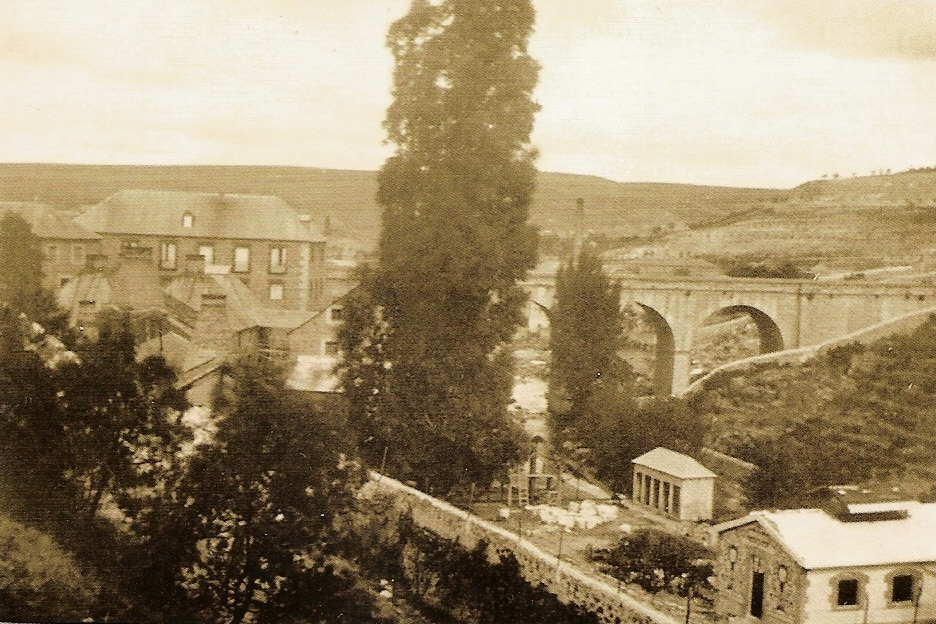
Vista de la fábrica a finales del siglo XIX

A la fábrica de loza, y contratados por su fundador, llegaron en 1862 para trabajar en ella obreros de la industria lucense de Sargadelos, a pesar de ello la fábrica no dio el rendimiento esperado y fue vendida en 1875 a Marcos Vargas Mayorga, quien consiguió gracias a sus dotes directivas y su capital económico hacer de la factoría una de las mejores de España.
Como era habitual, en aquella época, se dedicó principalmente a la elaboración de piezas de loza decoradas con impresión calcográfica, como las que se realizaban, entre otras, en la fábrica Pickman de Sevilla. Otras vajillas destacaban por su decoración con dorado realizado con pan de oro, también se dedicaron a la fabricación de objetos decorativos y azulejos. El caolín junto con el cuarzo para la composición de la porcelana se extrajo de Otero de Herreros. La manufactura disponía de seis hornos de leña y cuatro de mufla para la última cochura de la decoración. Entre los vecinos de Segovia y alrededores se contabilizan 170 obreros empleados en la fábrica.
A partir del fallecimiento de Manuel Vargas, heredó la dirección de la misma, su hija, pasando a llamarse la fábrica «Hija de M. Vargas», nombre que se cambió a «Gil Vargas», cuando pasó la dirección a Concepción Gil Vargas y su marido Juan Gil Escorial entre los años 1936 y 1969. Con esta fecha perteneció a sus sucesores, llamándose «Hermanos Gil Vargas», la fabricación empezó un declive en sus pedidos, que la llevó en 1985 a una suspensión de pagos. La fábrica cerró definitivamente en 1992.

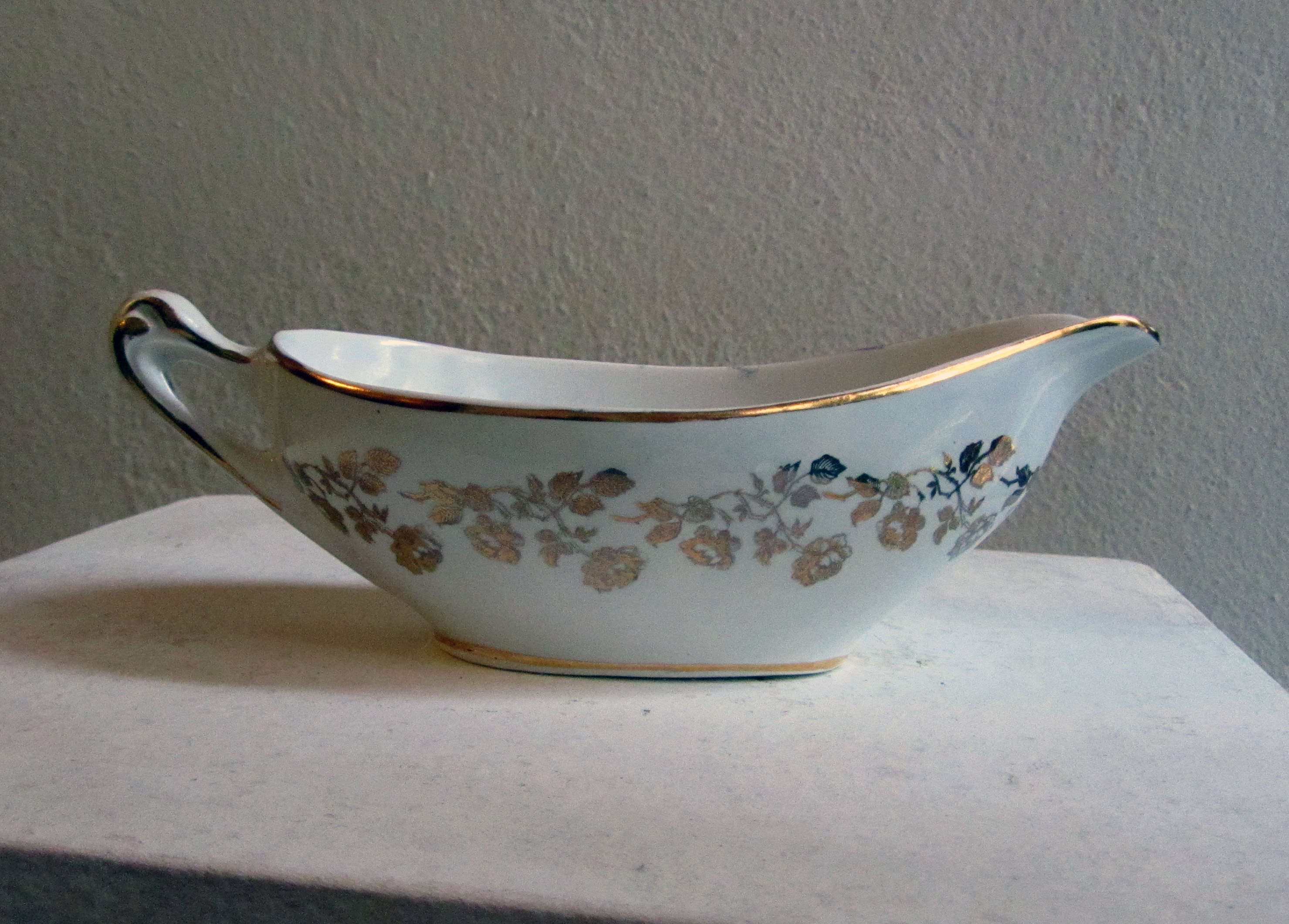
salsera de vajilla.
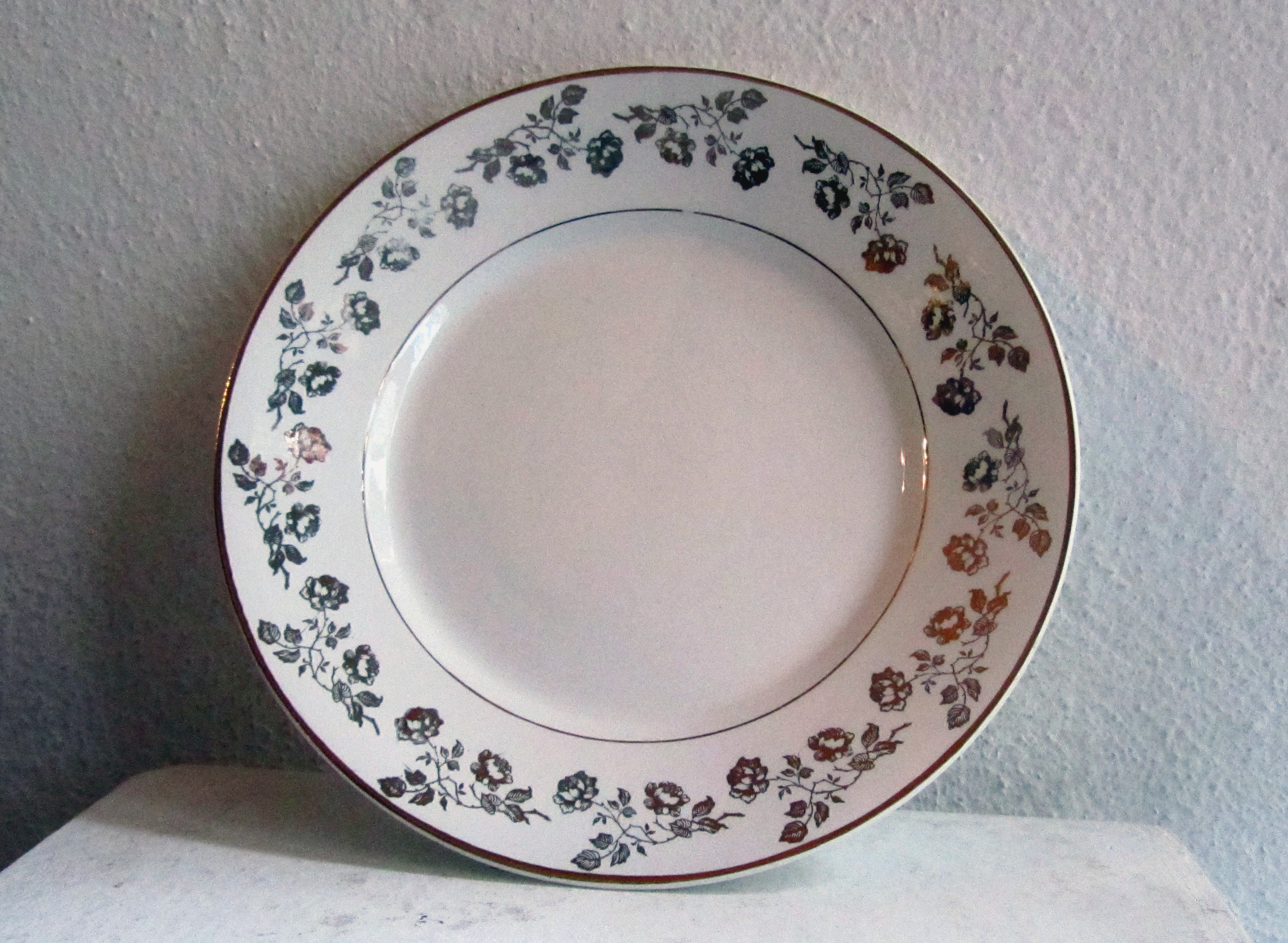
plato de vajilla.
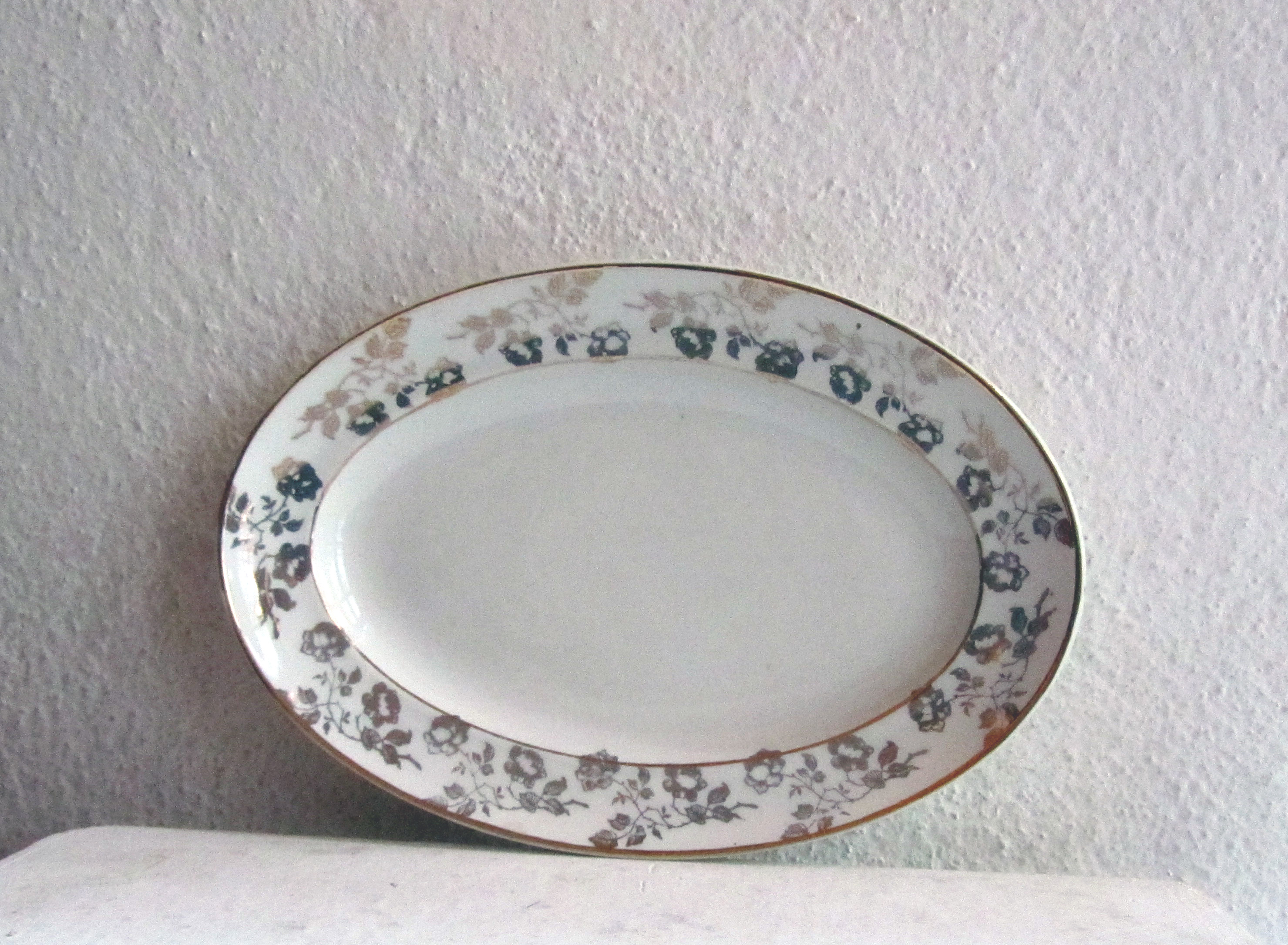
bandeja pequeña de vajilla.
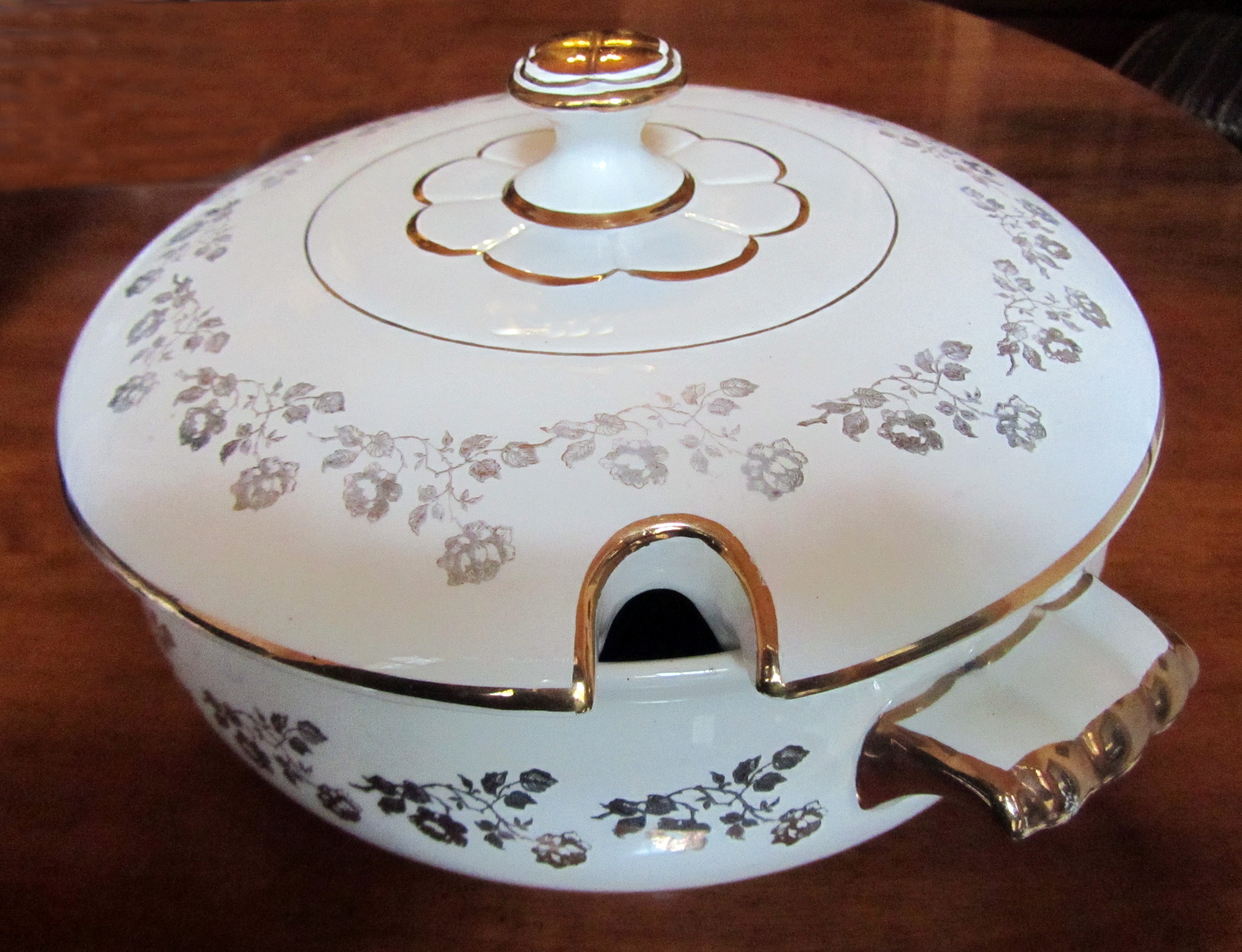
Sopera de vajilla.
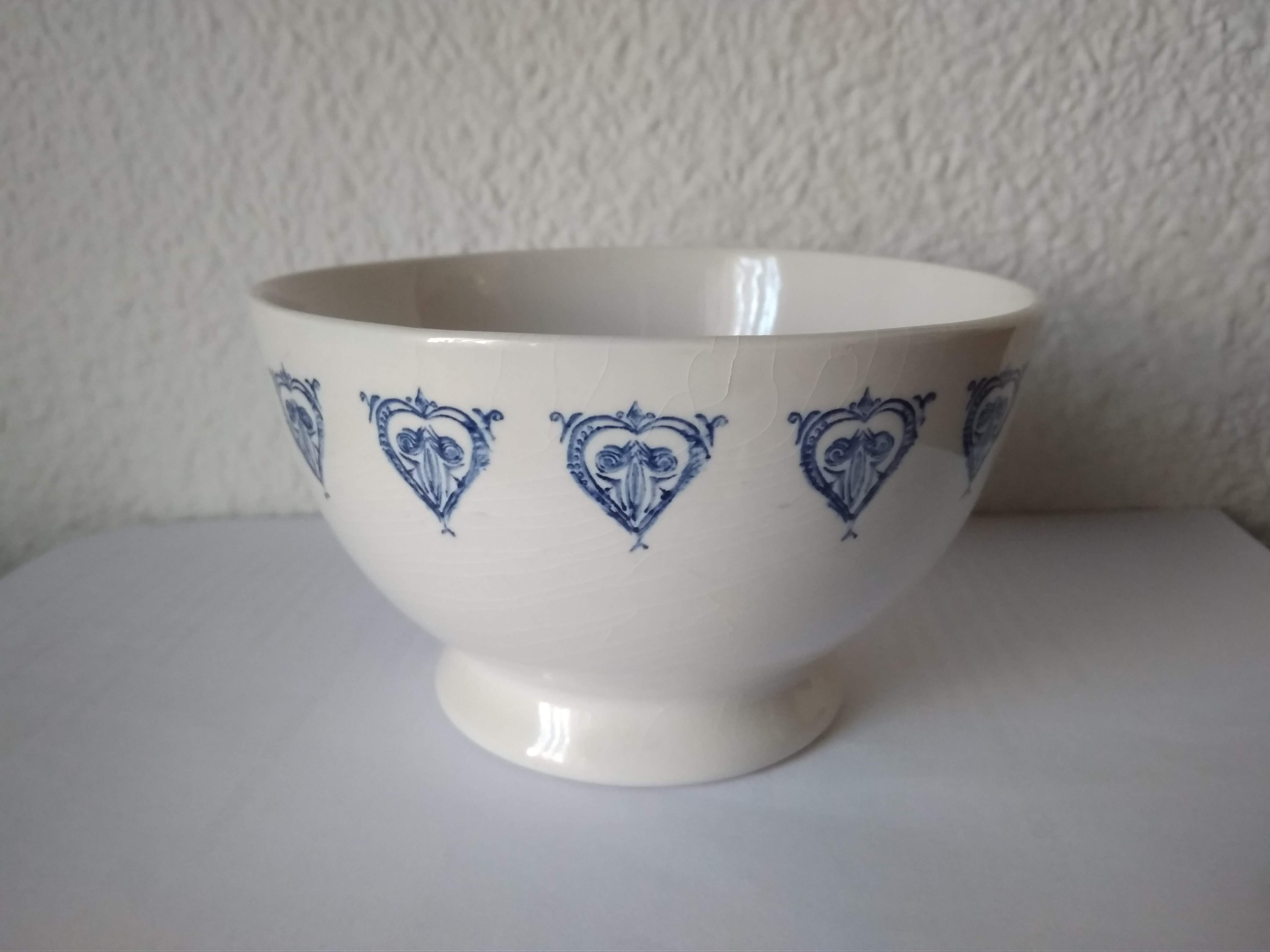
Tazón de la fábrica Vargas
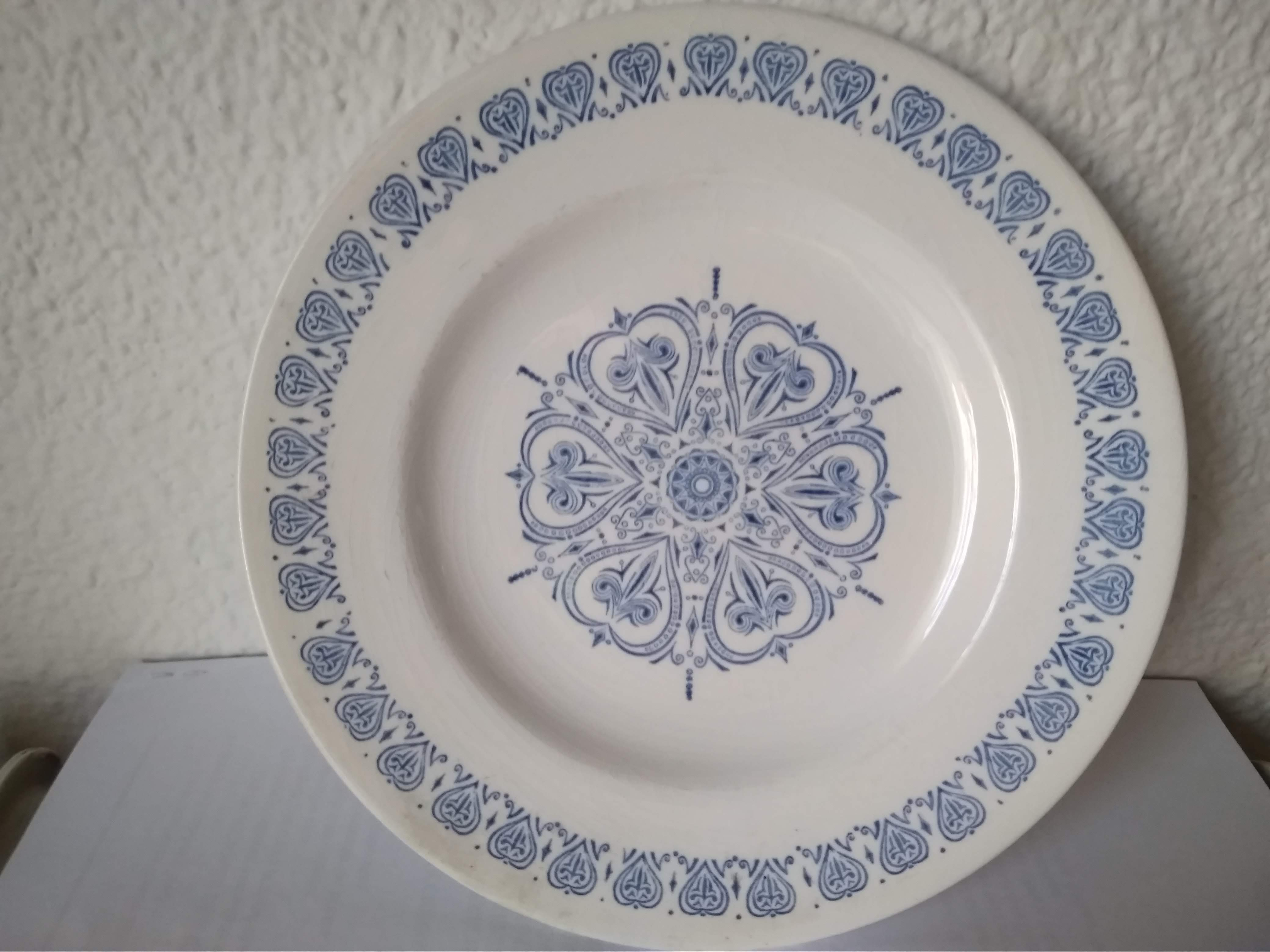
Plato de la fábrica Vargas
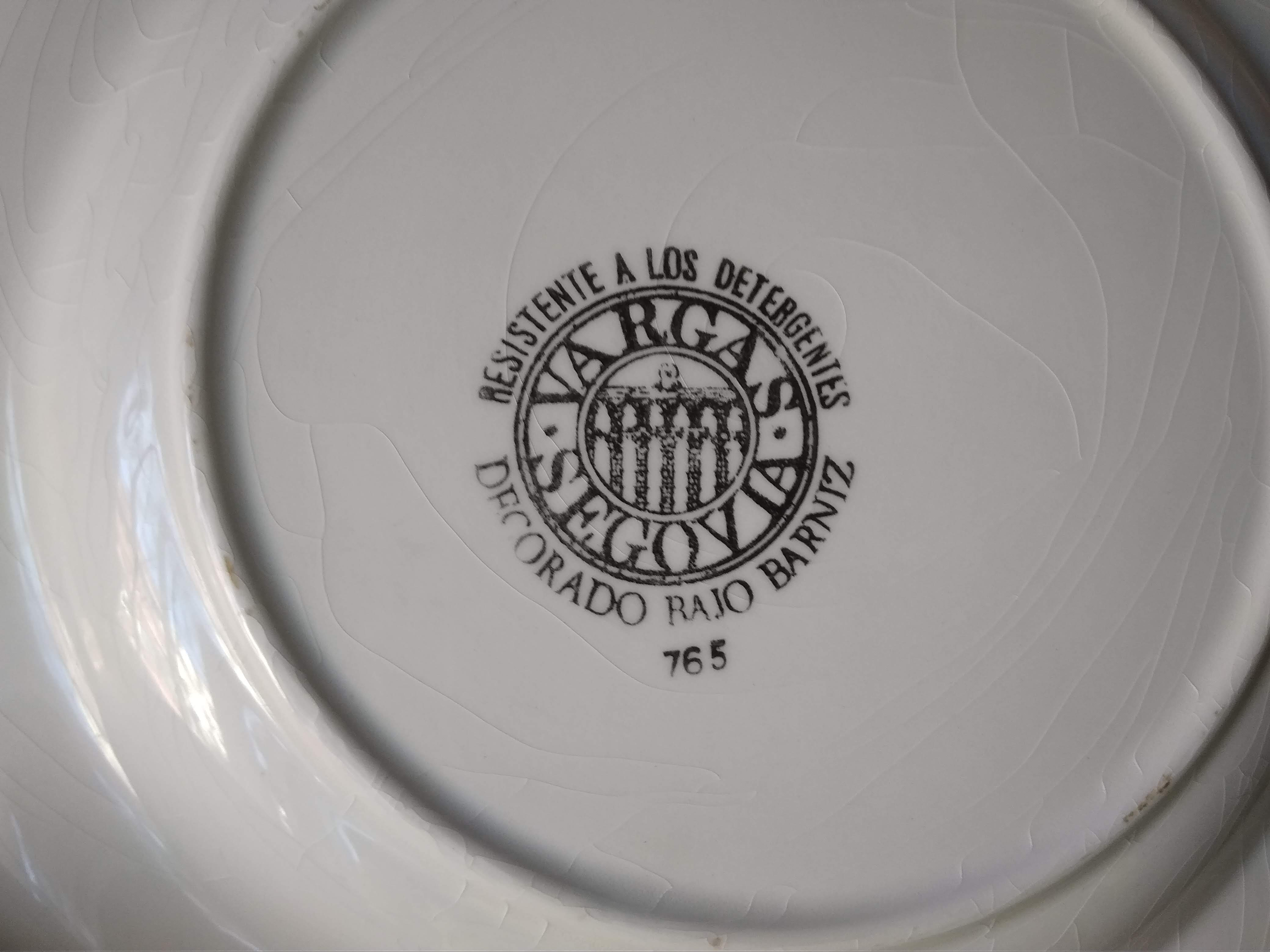
Marca de la fábrica Vargas

## Colaboración de Daniel Zuloaga

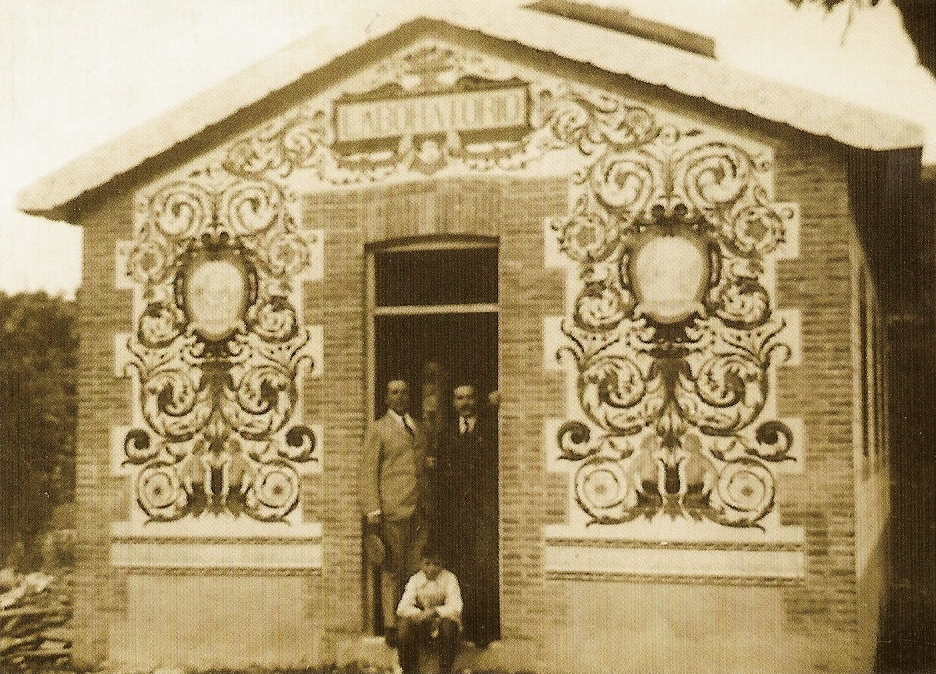
Laboratorio de Zuloaga en La Segoviana, decorado por él mismo.

El ceramista Daniel Zuloaga recibió un encargo en 1893, a través del arquitecto Ricardo Velázquez Bosco, para la decoración de la fachada del Ministerio de Fomento y ante el poco espacio que en aquel momento tenía en su taller ubicado en Vallermoso (Madrid), decidió su traslado a Segovia, después de llegar a un acuerdo con los Vargas para montar un taller anexo al lado de «La Segoviana», pudiendo usar las pastas, que «...serán procedentes de una mina de los Vargas en Torrijos (Toledo)», así como tener operarios a su cargo y la utilización de los hornos de cocción. La fachada de su taller llamado por el propio artista «Laboratorio», fue realizada con cerámica toda su decoración por Zuloaga, apreciándose en ambos lados de la entrada dentro de unas cartelas ovaladas los retratos elaborados en grisalla azul cobalto del ceramista Bernard Palissy y del químico Antoine Lavoisier, rodeados con grandes motivos ornamentales de estilo renacentista, realizados con grutescos y candelieri. Su estancia y colaboración con la fábrica de los Vargas, terminó por algunas desavenencias entre ambas partes, el año 1906.